# Ngũ Đình Phương
Ngũ Đình Phương (伍廷芳) còn có tên Ng Choy hay Ng AChoy, vốn tên là Ngũ Tài (伍 才), tự Văn Tước (秩庸), hiệu Dật Dung (秩庸), bút danh Quán Độ Lư (觀渡廬) (30 tháng 7 năm 1842 - 23 tháng 6 năm 1922), người Tân Hội, Quảng Đông, là chính trị gia, nhà ngoại giao, luật gia và nhà thư pháp Trung Quốc cuối thời Thanh mạt và đầu thời Dân quốc, từng giữ chức Bộ trưởng Ngoại giao Trung Hoa Dân Quốc. Ông là người Trung Quốc đầu tiên được đào tạo ngành luật ở nước ngoài, luật sư và nhà lập pháp người Hoa đầu tiên ở Hong Kong.